# Сікуцин
Сікуцин (пол. Sikucin) — село в Польщі, у гміні Шадек Здунськовольського повіту Лодзинського воєводства.
Населення — 176 осіб (2011).
У 1975-1998 роках село належало до Серадзького воєводства.

## Демографія
Демографічна структура станом на 31 березня 2011 року:
|          | Загалом | Допрацездатний вік | Працездатний вік | Постпрацездатний вік |
| -------- | ------- | ------------------ | ---------------- | -------------------- |
| Чоловіки | 83      | 15                 | 60               | 8                    |
| Жінки    | 93      | 16                 | 53               | 24                   |
| Разом    | 176     | 31                 | 113              | 32                   |